# 야즈데게르드 3세

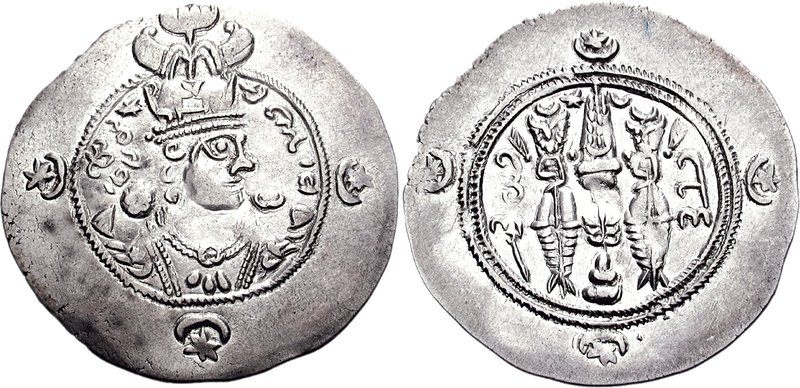
야즈데게르드 3세의 동전

야즈데게르드 3세(페르시아어: یزدگرد سوم, 영어: Yazdegerd or Yazdiger, ? - 651년)는 사산 왕조 페르시아 제국의 샤이다. 호스로 2세의 손자이며, 사산 왕조의 마지막 왕이다. 아버지는 샤흐리아르이며, 어머니는 동로마 황제 마우리키우스의 딸이다.

## 멸망
야즈데게르드 3세는 어려서 집권하였으며, 권위를 완전히 행사하지는 못하였다. 야즈데게르드의 통치가 시작되는 첫 해에 알카디시야 전투(battle of al-Qādisiyyah)가 끝나고 멸망하였다. 야즈데게르드는 사산 왕조의 오랜 라이벌인 동로마 황제 헤라클리우스와 동맹을 맺었다.
하지만 아랍은 알카디시야 전투에서 크테시폰을 점령하였다. 야즈데게르드는 동쪽의 메디아로 도망쳤으며, 651년에 메르브에서 그의 지갑을 노리는 방앗간 일꾼에게 살해당했다. 그러나 이것은 전해지는 이야기일 뿐이며, 사실상 메르브의 총독에게 강한 혐의가 있었다.
마흐무드와 동시대의 인물인 피르다우시는 야즈데게르드의 죽음을 마후이 수리(en:Mahuy Suri)의 명령을 받은 방앗간 일꾼의 짓으로 추측하였다.
| “ | 마후이는 야즈데게르드의 목을 베도록 방앗간 일꾼을 보내, 그의 혈통이 남아있지 않도록 하였다. 방앗간의 주인은 이 사실을 듣고 일꾼에게 큰 소리로 항의하였다. 라두이(Radui)라는 모우바드(mobad, 조로아스터교의 마기)는 일꾼에게 왕을 죽이라고 하였으며 그렇지 않으면 예언자가 그와 그의 자손에게 화를 불러들일 것이라고 하였다. 이러한 사실은 성스러운 자라고 불리는 호르미즈드 캬라드 셰흐란(Hormuzd Kharad Shehran)과 메흐로누시(Mehronush)에 의해 뒷받침되었다. 일꾼은 마지못해 단검으로 야즈데게르드를 찔렀다. 그 후 마후이의 병사들은 야즈데게르드가 죽은 것을 보고, 그의 옷과 장신구를 벗긴 다음 바닥에 내버려 두었다. 모든 귀족들은 마후이에게 저주를 퍼부었으며, 그가 같은 운명에 처해지길 원했다. | ” |
|   | — 《샤나메》, 피르다우시 |   |

그 후 중앙 아시아로 도망쳐 정착한 귀족들은 이 지역에 그들의 언어와 문화를 전파하였다. 또한 이들은 차후 아랍에서 독립하는 사만 왕조에 기여하였으며, 이슬람의 영향 아래서도 사산 왕조의 전통을 유지하려고 하였다.

## 가계
야즈데게르드의 아들인 페로즈 3세는 야즈데게르드의 딸인 샤흐르바누는 후사인 이븐 알리(en:Husayn ibn Ali)와 결혼하였으며, 다른 딸인 이즈둔다드(Izdundad)는 부스타나이 벤 하니나이(en:Bustanai ben Haninai)와 혼인하였다. 또한 바하이 신앙의 창시자로 알려진 바하올라는 야즈데게르드의 자손인 것으로 여겨진다.

## 참조
- Genealogy of the Byzantine-Persian royal lineage